# Amisodarus
Amisodarus (też Amisodar) – Trojanin, król Licji, który, wiedziony przez Erynie, "straszną Chimerę niegdyś na zło ludzi wielu wykarmił i wyhodował" (Iliada 16,328-329).
Jego dwaj synowie, Maris i Atymnius, zginęli pod murami Troi w czasie szóstej bitwy wojny trojańskiej, walcząc z dwoma synami Nestora:

Dzielny Antiloch, potomek Nestora, ostrzem swej włóczni
trafił Atymnia w brzuch. [...]
Maris, który stał blisko,
na Antilocha uderzył, za brata gniewny straszliwie.
Sobą zmarłego zastawił. Lecz Trazymedes podobny
bogom, nim tamten cios zadał, skoczył i w rzucie nie chybił. [...]
Tak więc obydwaj, przez braci dwóch pokonani, odeszli
w cienie Erebu, szlachetni Sarpedonowi druhowie,
Amisodara synowie, tego, co straszną Chimerę
niegdyś na zło ludzi wielu wykarmił i wyhodował.